# لينوس فاهلكفيست
لينوس فاهلكفيست (بالسويدية: Linus Wahlqvist)‏ (11 نوفمبر 1996 نورشوبينغ السويد - ) هو لاعب كرة قدم سويدي، يلعب كمدافع.

## وصلات خارجية
لينوس فاهلكفيست على موقع الاتحاد الأوربي (الإنجليزية)
- لينوس فاهلكفيست على موقع اتحاد السويد (السويدية)
- لينوس فاهلكفيست على موقع قاعدة بيانات كرة القدم.إي يو (الإنجليزية)
- لينوس فاهلكفيست على موقع ناشيونال فوتبول تيمز (الإنجليزية)
- لينوس فاهلكفيست على موقع Soccerway.com (الإنجليزية)
- لينوس فاهلكفيست على موقع عالم كرة القدم.نت (الإنجليزية)